# Retabel
Retabel je oltarni nastavek s slikami ali skulpturami okrašena zadnja stena v koru, ki je bila v srednjem veku pritrjena na menzo ali obhajilo mizo, na kateri so postavljeni križ, obredni svečniki in drugi predmeti, v gotiki pa se je razvila v krilni oltar.
Retrotabulum v srednjeveški latinščini, je bil izraz uporabljen za arhitekturno funkcijo uporabljeno na hrbtni strani oltarja in na splošno za obliko zaslona, okvirjanje slik, izrezljano ali dodelano delo iz lesa, kamna ali mozaika ali premična funkcija kot je Pala d'Oro v baziliki Sv. Marka v Benetkah, iz zlata, draguljev in emajla. 
Soroden španski izraz retablo, se na splošno nanaša na vse dvodimenzionalne upodobitve (običajno uokvirjene slike) svetnikov ali drugih krščanskih verskih figur.

## Retabli
- Retablo cerkve Naše gospe vnebovzete, Tarancón.
- Retabel v cerkvi La Compania de Jesus, Quito, Ekvador.